# LRF:s litteraturpris
LRF:s litteraturpris delades ut av Lantbrukarnas Riksförbund (LRF) 1993–1997. Det infördes ursprungligen som ett försök som var avsett att vara i fem år. År 1998 ersattes priset av ett kulturpris som delades ut till 2001. Prissumman var på 100 000 kronor.
År 2007 återupptogs utdelandet under namnet LRF:s Kulturpris, men nu i form av en årlig tävling. Dessa har haft teman som: 
- 2007: Novelltävling om framtidens bonde. (Pocketbok utgiven på En bok för alla, Den siste veterinären)
- 2008: Fototävling som resulterar i vandringsutställning

## Pristagare
- 1993 – Bengt Berg
- 1994 – Gerda Antti[2]
- 1995 – Sune Jonsson
- 1996 – Bengt Bratt
- 1997 – Tomas Tranströmer
- 1998 – Ale Möller och Lena Willemark
- 1999 – Sven Hallonsten
- 2000 – Lennart Sjögren
- 2001 – Nordiska akvarellmuseet
- 2003 – Mannaminne Anders och Barbro Åberg  [3]

LRF:s Kulturpris
- 2007 – Thorild Hallgren
- 2008 – Anders Nilsson